# 貝尼特斯市 (蘇克雷州)

貝尼特斯市（西班牙語：Municipio Benítez），是委內瑞拉的一個市，位於該國北部蘇克雷州，首府設於埃爾皮拉爾，面積2,733平方公里，2011年人口31,111，人口密度每平方公里11.38人。